# AWB (álbum)
AWB es el segundo álbum de estudio de la banda escocesa Average White Band. Fue publicado en agosto de 1974 a través del sello discográfico Atlantic Records. 

## Recepción de la crítica
Un escritor no especificado de Record World escribió: “El sexteto escocés se inclina en el sello con ritmos apasionantes y armonías en espiral. La brillantez musical y la producción de Arif Mardin proporcionan un sonido muy por encima del promedio”. Un escritor no especificado de la revista Cash Box declaró: “Lo creas o no, la Average White Band es todo menos normal. El nombre es simpático y el grupo ha pasado por muchos cambios, pero si crees que la sinceridad y el trabajo duro dan sus frutos, te debes a ti mismo echar un vistazo al último trabajo de la banda, que combina una serie de puntos fuertes tradicionales con algunas nuevas dimensiones musicales fascinantes”.

## Rendimiento comercial
En Estados Unidos, AWB debutó en el puesto número 182 de la lista Top LPs & Tape durante la semana que terminó el 21 de septiembre de 1974, donde se desempeñó como el sexto debut más alto de la edición. Después de escalar de manera constante la lista durante seis semanas consecutivas, encabezó la lista el 22 de febrero de 1975, donde desplazó el álbum de Linda Ronstadt, Heart Like a Wheel, del puesto más alto. AWB salió de la lista Top LPs & Tape el 12 de julio en el puesto número 183; en total, pasó cuarenta y tres semanas consecutivas entre los rankings de la lista.

## Posicionamiento

### Gráfica semanal
| Gráfica (1975)                            | Pico de posición |
| ----------------------------------------- | ---------------- |
| Australia (Kent Music Report)             | 22               |
| Canadá (RPM Top Albums)                   | 2                |
| Estados Unidos (Billboard Top LPs & Tape) | 1                |

### Gráfica de fin de año
| Gráfica (1975)                            | Pico de posición |
| ----------------------------------------- | ---------------- |
| Canadá (RPM Top Albums)                   | 14               |
| Estados Unidos (Billboard Top LPs & Tape) | 8                |

## Certificaciones y ventas
| País                                                     | Certificación | Ventas   |
| -------------------------------------------------------- | ------------- | -------- |
| Estados Unidos (RIAA)                                    | Oro           | 500 000* |
| *cifras de ventas basadas únicamente en la certificación |               |          |